# 小林美樹 (ヴァイオリニスト)
小林 美樹（こばやし みき、1990年7月21日 - ）は、日本のヴァイオリニスト。

## 人物
アメリカ合衆国テキサス州サンアントニオ生まれ。4歳のときに石塚千恵に師事し、ヴァイオリンをはじめる。2000年に全日本学生音楽コンクール小学校の部東京大会第1位を受賞する。2006年5月、第6回レオポルト・モーツァルト国際ヴァイオリン・コンクールに最年少で参加し、審査員特別賞を受賞する。同年9月、第7回インディアナポリス国際ヴァイオリン・コンクールに最年少で参加し、セミファイナリストとしてディプロマを授与される。そして同年12月には横浜市栄区民文化センターリリスホールと契約、最年少のレジデンスアーティストとなる。
2009年、桐朋女子高等学校音楽科を首席で卒業、桐朋学園大学ソリストディプロマコースに進学し、徳永二男に師事する。2010年よりウィーン・コンセルヴァトリウム音楽大学に留学し、パヴェル・ヴェルニコフに師事している。
2011年10月、ポーランドで行なわれた第14回ヴィエニャフスキ国際ヴァイオリン・コンクールにおいて、日本人最高位の第2位を受賞する。同年11月、オクタヴィア・レコードよりCDデビューする。
ピアニストの小林有沙は実姉である。

## 受賞歴
- 2006年 第6回レオポルト・モーツァルト国際ヴァイオリン・コンクール審査員特別賞。
- 2011年 第14回ヴィエニャフスキ国際ヴァイオリン・コンクール第2位入賞。
- 2014年 第24回出光音楽賞。

## 師事歴
- 石塚千恵
- 徳永二男
- 東京クァルテット
- 毛利伯郎
- 原田幸一郎
- 岩崎洸
- パヴェル・ヴェルニコフ

## ディスコグラフィ
- 『ショスタコーヴィチ：ヴァイオリン協奏曲第1番 他』（飯守泰次郎指揮東京シティ･フィル、小林有沙ピアノ）（2011年11月18日）
- 『ブルッフ:ヴァイオリン協奏曲第1番、R.シュトラウス:ヴァイオリン・ソナタ』（2013年2月20日）

## メディア出演
- 『題名のない音楽会』（2002年、2005年、2012年　テレビ朝日）